# Pasaje (cantão)
Pasaje é um cantão do Equador localizado na província de El Oro.
A capital do cantão é a cidade de Pasaje.